# KB Peja
Le KB Peja est un club kosovar de basket-ball appartenant au Championnat du Kosovo de basket-ball, en première division et qui évolue aussi dans la Ligue des Balkans. Le club est basé dans la ville de Peja.

## Palmarès
- Champion du Kosovo : 1993, 1994, 1995, 1996, 2004, 2013, 2023
- Coupe du Kosovo : 1994, 1995, 1997, 2011, 2015 et 2020
- Supercoupe du Kosovo : 2005
- Liga Unike : 2022
- Finaliste du championnat du Kosovo : 2008, 2011, 2014, 2015 et 2016
- Finaliste de la Coupe du Kosovo : 2013 et 2016

## Joueurs célèbres ou marquants
- Dardan Berisha
- Drilon Hajrizi
- Acie Earl
- Fred House
- Nic Wise
- Mario Austin